# Bolitoglossa sooyorum
Bolitoglossa sooyorum es una especie de salamandras en la familia Plethodontidae.
Habita en la Cordillera de Talamanca en Costa Rica y posiblemente en el oeste de Panamá.
Su hábitat natural son los montanos húmedos tropicales o subtropicales.
Está amenazada de extinción debido a la destrucción de su hábitat.